# Felix Büchser
Felix Büchser (* 1540 in Rapperswil; † 6. Februar 1578 ebenda) war ein Schweizer Bildhauer, Holzschnitzer und Bühnenautor.

## Leben
Felix Büchser stammte aus einer angesehenen Steinmetzfamilie. Er war verheiratet und hatte mehrere Kinder. Er hatte keine Ausbildung zum Holzschnitzer erhalten, sondern sich seine Fähigkeiten autodidaktisch beigebracht.
Felix Büchser schuf für das Münster im Kloster Einsiedeln eine Tafel für den Kreuzaltar (1570), dazu Schnitzarbeiten im Presbyterium an der südlichen Chorseite, die Apostelfiguren in beiden Chören, ein Tabernakel, alle geschnitzten Brustbilder und die Tafel der St. Gangulfskapelle auf dem Brüel. Alle seine Werke verbrannten am 24. April 1577 in einer Feuersbrunst; dazu verlor er bei diesem Brand auch Haus und Hof, sodass er mit seiner Familie in seinen Heimatort Rapperswil zog und dort als Bildhauer weiter arbeitete.
Gemeinsam mit dem Stiftsdekan Ulrich Wittwiler (auch Wittwyler) (1535–1600) verfasste er über den Patron des Klosters das Meinradspiel, das als Ein geistliches Spiel von S. Meinrads Leben und Sterben von Gall Morel 1863 herausgegeben wurde; die Handschrift befindet sich heute in der Stiftsbibliothek Einsiedeln. Das Stück wurde vom 22. bis 26. Juni 1576 im Konventgarten in Einsiedeln in eigener Inszenierung aufgeführt. Es enthält mittelalterliche und frühbarocke Elemente, ist das erste schweizerische Heiligenlegendenspiel der Gegenreformation und kritisiert auf seine Weise die Gegner der alten Kirche. In dem Stück traten unter anderem Ulrich Wittwiler und der spätere Abt des Klosters Pfäfers Johannes Heider (1545–1600) auf.
Nach dem Brand kamen die Mönche und Dorfbewohner vorerst nicht wieder dazu, das Stück aufzuführen, sie nahmen es jedoch 1620 als Schulspiel im Stil einer Jesuitenkömödie wieder auf. Heute wird das Stück noch in jüngster Zeit aufgeführt, unter anderem 2019 unter Anleitung der Germanistin Cora Dietl durch die Theatergruppe des Instituts für Germanistik der Justus-Liebig-Universität Gießen.

## Schriften (Auswahl)
- Ein geistliches Spiel von S. Meinrads Leben und Sterben. Hrsg.: Gall Morel. Stuttgart 1863.